# Spoorlijn Glanerbrug - Losser
De spoorlijn Glanerbrug - Losser was een Nederlandse spoorlijn tussen Glanerbrug en Losser.

## Geschiedenis
De lijn werd geopend in 1949. Voor de oorlog was Losser bereikbaar met een stoomtramlijn vanuit Oldenzaal en Gronau (Duitsland). Deze lijn was in de oorlog door de Duitse bezetter opgebroken. In 1947 werden plannen gemaakt om Losser weer per spoor bereikbaar te maken. In 1948 begon men vanaf Glanerbrug een lijn aan te leggen naar Glane en vandaar over het oude tracé tot station Losser. Hiermee kreeg de textielfabriek van Van Heek in Losser weer een spooraansluiting. Bovendien konden arbeiders uit Losser en Glane met speciale treinen naar Enschede reizen. De NS lieten hiervoor een werkliedentrein vanuit Glanerbrug doorrijden naar Losser. Daartoe werd bij de aftakking vanaf de lijn Enschede-Gronau een perron aangelegd. Het animo voor deze speciale treinen was niet groot, men gebruikte liever de duurdere busverbindingen naar Enschede. In 1951 is de NS gestopt met de werkliedentreinen.
De spoorlijn is tot 28 mei 1972 in gebruik geweest. In de winter van 1974/1975 is de gehele lijn opgebroken.